# Zabukovje, Vojnik
Zabukovje este o localitate din comuna Vojnik, Slovenia, cu o populație de 18 locuitori.